# 马永清
马永清（1949年—），男，回族，宁夏银川人，中国画家，曾任中国美术家协会理事，银川市群众艺术馆副馆长。